# Пам'ятки історії Конотопського району
У Конотопському районі Сумської області на обліку перебуває 72 пам'ятки історії.

## Список пам'яток
| №  | Назва | Охоронний номер | Місце                                                                        | Фото |
| -- | --- | --------------- | ---------------------------------------------------------------------------- | ---- |
| 1  | Братська могила радянських воїнів | 366             | с. Бережне, Духанівська сільрада, центр села                                 |      |
| 2  | Братська могила радянських воїнів | 364             | с. Білозерка, Дубов'язівська селищна рада, центр села                        |      |
| 3  | Могила Назаренка В. М., який загинув у Афганістані |                 | с. Бондарі, Сахнівська сільрада, кладовище                                   |      |
| 4  | Група індивідуальних могил учасників встановлення радянської влади | 1463            | с. Бочечки, центр сільради, центр села                                       |      |
| 5  | Братська могила радянських воїнів та пам'ятник воїнам-землякам | 365             | с. Бочечки, центр сільради, центр села                                       |      |
| 6  | Братська могила радянських воїнів та пам'ятник воїнам-землякам | 367             | с. Великий Самбір, центр сільради, центр села                                |      |
| 7  | Могила Волкова С. І., який загинув у Афганістані |                 | с. Великий Самбір, центр сільради, кладовище                                 |      |
| 8  | Братська могила радянських воїнів та пам'ятник воїнам-землякам | 369             | с. Вирівка, центр сільради, центр села                                       |      |
| 9  | Братська могила червоноармійців | 370             | с. Вовчик, Козацька сільрада, 1,0 км від села                                |      |
| 10 | Братська могила червоноармійців | 371             | с. В'язове, центр сільради, кладовище                                        |      |
| 11 | Братська могила радянських воїнів | 368             | с. В'язове, центр сільради, центр села                                       |      |
| 12 | Братська могила радянських воїнів та пам'ятний знак на честь Панова О. Б. — Героя Радянського Союзу | 373             | с. Грузьке, центр сільради, центр села                                       |      |
| 13 | Могила Гаркуші В. О., який загинув у Афганістані |                 | с. Грузьке, центр сільради, кладовище                                        |      |
| 14 | Братська могила радянських воїнів | 372             | с. Гути, Кузьківська сільрада, центр села                                    |      |
| 15 | Могила Кичі В. І., який загинув у Афганістані |                 | с. Гути, Кузьківська сільрада, кладовище                                     |      |
| 16 | Братська могила радянських воїнів | 376             | с. Дептівка, центр сільради, центр села                                      |      |
| 17 | Могила Назаренка Т. М. — підпільника | 1470            | с. Дептівка, центр сільради, центр села                                      |      |
| 18 | Могила Назаренка В. Я., який загинув у Афганістані |                 | с. Дептівка, центр сільради, нове кладовище                                  |      |
| 19 | Братська могила радянських воїнів та пам'ятник воїнам-землякам | 421             | с. Дубинка, Гружчанська сільрада, центр села                                 |      |
| 20 | Братська могила радянських воїнів | 374             | смт Дубов'язівка, центр селищної ради, центр селища                          |      |
| 21 | Могила Овдієнка М. М., який загинув у Афганістані |                 | смт Дубов'язівка, центр селищної ради, кладовище                             |      |
| 22 | Місце бою Луганського соціалістичного загону Ворошилова К. Є. з німецькими окупантами | 1472            | смт Дубов'язівка, центр селищної ради, залізничний вокзал                    |      |
| 23 | Братська могила радянських воїнів та пам'ятник воїнам-землякам | 375             | с. Духанівка, центр сільради, центр села                                     |      |
| 24 | Братська могила радянських воїнів та пам'ятник воїнам-землякам | 378             | с. Курилівка, центр сільради, центр села                                     |      |
| 25 | Братська могила радянських воїнів та пам'ятник воїнам-землякам | 377             | с. Жолдаки, Кузьківська сільрада, центр                                      |      |
| 26 | Могила радянського воїна | 405             | с. Заводське, Вирівська сільрада, подвір'я СВТУ-3                            |      |
| 27 | Братська могила радянських воїнів | 379             | с. Землянка, центр сільради, центр села                                      |      |
| 28 | Братська могила радянських воїнів, серед яких похований Хасанов Х. Х. — Герой Радянського Союзу та пам'ятник загиблим воїнам-землякам, серед яких Свідерський О. Г. — Герой Радянського Союзу                 | 383             | с. Карабутове, центр сільради, центр села                                    |      |
| 29 | Могила невідомого радянського воїна |                 | с. Карабутове, центр сільради, кладовище                                     |      |
| 30 | Місце зустрічі українським народом Бутурліна В. В. та Алфер'єва І. — російських послів, які направлялися на Переяславську раду                                                                                | 362             | с. Карабутове, центр сільради, південна околиця села                         |      |
| 31 | Братська могила радянських воїнів та пам'ятник воїнам-землякам | 381             | с. Козацьке, центр сільради, центр села                                      |      |
| 32 | Могила радянського воїна |                 | с. Козацьке, центр сільради, 5 км від села по дорозі на с. Новомутин         |      |
| 33 | Могила радянського воїна |                 | с. Козацьке, центр сільради, кладовище, вул. Борова                          |      |
| 34 | Могила радянського воїна |                 | с. Козацьке, центр сільради, 2,0 км по дорозі до с. Хижки                    |      |
| 35 | Братська могила радянських воїнів та пам'ятник воїнам-землякам | 382             | с. Кошари, центр сільради, центр села                                        |      |
| 36 | Братська могила радянських воїнів та пам'ятник воїнам-землякам | 380             | с. Красне, центр сільради, центр села                                        |      |
| 37 | Братська могила радянських воїнів та пам'ятник воїнам-землякам | 387             | с. Базилівка, Шпотівська сільрада, центр села                                |      |
| 38 | Група братських могил (2) учасників громадянської війни, радянських воїнів та пам'ятник воїнам-землякам | 384             | с. Малий Самбір, центр сільради, центр села                                  |      |
| 39 | Братська могила радянських воїнів | 385             | с. Малий Самбір, центр сільради, центр села                                  |      |
| 40 | Братська могила радянських воїнів та пам'ятник воїнам-землякам | 386             | с. Мельня, центр сільради, центр села                                        |      |
| 41 | Братська могила радянських воїнів та пам'ятник воїнам-землякам | 388             | с. Новомутин, Козацька сільрада, центр села                                  |      |
| 42 | Братська могила радянських воїнів | 392             | с. Пекарі, центр сільради, кладовище                                         |      |
| 43 | Братська могила радянських воїнів та пам'ятник воїнам-землякам | 389             | с. Підлипне, Підлипненська сільрада, центр                                   |      |
| 44 | Група індивідуальних (5) могил радянських воїнів |                 | с. Підлипне, Підлипненська сільрада, кладовище                               |      |
| 45 | Братська могила радянських воїнів |                 | с. Підлипне, Підлипненська сільрада, кладовище                               |      |
| 46 | Група братських могил борців за встановлення радянської влади, жертв фашизму та радянських воїнів | 391             | с. Попівка, центр сільради, центр села                                       |      |
| 47 | Братська могила радянських воїнів |                 | с. Попівка, центр сільради, околиця села біля залізничного переїзду «642»    |      |
| 48 | Могила Сотнікова П. Г. — радянського воїна |                 | с. Попівка, центр сільради, кладовище                                        |      |
| 49 | Могила Приходька Т. М. — борця за встановлення радянської влади | 406             | с. Прилужжя, Хижківська сільрада, центр села                                 |      |
| 50 | Братська могила радянських воїнів | 390             | с. Присеймів'я, центр сільради, центр села                                   |      |
| 51 | Братська могила радянських воїнів та пам'ятник воїнам-землякам | 396             | с. Салтикове, центр сільради, центр села                                     |      |
| 52 | Братська могила радянських воїнів та пам'ятник воїнам-землякам | 395             | с. Сахни, центр сільради, центр села                                         |      |
| 53 | Братська могила радянських воїнів та пам'ятник воїнам-землякам | 393             | с. Сім'янівка, Дубов'язівська селищна рада, центр села                       |      |
| 54 | Могила Курсова М. І., який загинув у Афганістані |                 | с. Сім'янівка, Дубов'язівська селищна рада, кладовище                        |      |
| 55 | Братська могила радянських воїнів, серед яких поховані: Куниця О. С. та Сергеєв В. Ф. — Герої Радянського Союзу, пам'ятник воїнам-землякам та пам'ятний знак на честь Бондаря І. К. — Героя Радянського Союзу | 394             | с. Соснівка, центр сільради, центр села                                      |      |
| 56 | Група братських могил радянських воїнів | 399             | с. Таранське, Вирівська сільрада, південна околиця села біля кладовища       |      |
| 57 | Могила Прийменка І. — радянського воїна | 408             | с. Таранське, Вирівська сільрада, північна околиця села, узлісся             |      |
| 58 | Могила радянського воїна | 409             | с. Таранське, Вирівська сільрада, південна околиця села біля кладовища       |      |
| 59 | Братська могила радянських воїнів | 407             | с. Таранське, Вирівська сільрада, західна околиця села, узлісся              |      |
| 60 | Могила радянського воїна | 1885            | с. Таранське, Вирівська сільрада, поблизу р. Сейм                            |      |
| 61 | Могила радянського воїна | 1886            | с. Таранське, Вирівська сільрада, у лісі біля кладовища                      |      |
| 62 | Братська могила радянських воїнів |                 | с. Таранське, Вирівська сільрада, 0,3 км від центру села                     |      |
| 63 | Група могил (2): могила Обревка Ф. К. — комісара партизанського загону, учасника громадянської війни; братська могила радянських воїнів та пам'ятник воїнам-землякам                                          | 398             | с. Тернівка, центр сільради, центр села                                      |      |
| 64 | Братська могила радянських воїнів та партизанів | 400             | с. Хижки, центр сільради, центр села                                         |      |
| 65 | Братська могила червоноармійців та Новикова П. І. — командира Конотопського червоноармійського загону та пам'ятник воїнам-землякам                                                                            | 401             | с. Чорноплатове, Присеймівська сільрада, центр                               |      |
| 66 | Братська могила радянських воїнів та пам'ятник воїнам-землякам | 402             | с. Шаповалівка, центр сільради, центр села                                   |      |
| 67 | Поле битви між козацькими військами на чолі з І. Виговським і царською армією | 18…..-Н         | с. Шаповалівка, центр сільради, південний схід села, правий берег р. Куколки |      |
| 68 | Братська могила радянських воїнів та пам'ятник воїнам-землякам | 403             | с. Шевченкове, центр сільради, центр села                                    |      |
| 69 | Могила Максимовича О. О., який загинув у Афганістані |                 | с. Шевченкове, центр сільради, кладовище                                     |      |
| 70 | Могила Лазаревського О. М. — українського історика | 1484            | с. Шевченкове, центр сільради, вул. Леніна (неподалік від ЗОШ)               |      |
| 71 | Братська могила радянських воїнів та пам'ятник воїнам-землякам | 404             | с. Шпотівка, центр сільради, центр села                                      |      |
| 72 | Братська могила радянських воїнів та пам'ятник воїнам-землякам | 410             | с. Юрівка, центр сільради, центр села                                        |      |
|    | |                 |                                                                              |      |